# Bernhard Rassinger
Bernhard Rassinger (* 30. August 1963 in St. Pölten) ist ein ehemaliger österreichischer Radrennfahrer und Sportlicher Leiter.
1985 wurde Bernhard Rassinger Österreichischer Staatsmeister im Straßenrennen. Zweimal gewann er Etappen bei der Österreich-Rundfahrt.
Bei den UCI-Straßen-Weltmeisterschaften 1987 in Villach errang Rassinger gemeinsam mit Helmut Wechselberger, Johann Lienhart und Mario Traxl die Bronzemedaille im Mannschaftszeitfahren. 1989 fuhr er als Profi im deutschen Team Stuttgart.
Nach seinem Rücktritt vom aktiven Radsport war Bernhard Rassinger lange Jahre als Sportlicher Leiter des Elk Haus Radsportteams tätig, bis die Mannschaft zum Ende des Jahres 2009 aufgelöst wurde. Er arbeitet jedoch weiterhin für die Firma als Bauberater.